# Destiny (streamer)
Steven Kenneth Bonnell II (Omaha, Nebraska; 12 de diciembre de 1988) es un streamer de Twitch, youtuber y comentarista socialdemócrata de política estadounidense. Es conocido en redes por su apodo Destiny. 
Fue de las primeras personas en dedicarse al streaming a tiempo completo y ha sido calificado como un pionero de la industria. Desde 2016 su popularidad ha aumentado gracias a sus debates con otras personalidades de Internet, en los que argumenta a favor del liberalismo y en contra de los extremismos políticos de izquierda y derecha.

## Biografía
Su madre es cubana y su padre americano. Creció en un hogar católico y conservador, y fue a Creighton Preparatory School, un instituto privado jesuita para varones. Cuando el negocio de guardería casera de su madre colapsó, la casa de sus padres fue embargada. Unos años más tarde sus padres se mudaron para cuidar a un familiar de tercera edad; desde entonces vivió con su abuela hasta que tuvo 18 años.
En 2007, Bonnell entró en la Universidad de Nebraska en Omaha, donde estudió música mientras trabajaba por la noche como encargado del restaurante de un casino. Siendo forzado a elegir entre un trabajo a jornada completa y su educación, Steven dejó la universidad en 2010. Poco tiempo después fue despedido de su trabajo en el casino y comenzó a trabajar limpiando alfombras.
En 2011, Bonnell dejó su trabajo como limpiador de alfombras para dedicarse al streaming de videojuegos a tiempo completo. Retransmitió partidas de Starcraft II en Justin.tv (que después se fusionó con Twitch), teniendo éxito inmediatamente. En octubre del mismo año, Steven se unió al equipo Quantic Gaming quedando cuarto en el 2011 MLG Global North American invitational. Durante sus años retransmitiendo Starcraft II, Steven se caracterizó por su estilo abrasivo y conflictivo, incluyendo amenazas e insultos a otros jugadores para generar humor chocante. Steven se identificaba como libertario entonces, pero sus ideas empezaron a cambiar después de una ocasión en la que oyó a otro streamer llamar a una persona homosexual "fucking faggot" ('puto maricón')
Desde 2016 su popularidad ha aumentado gracias a sus debates con otras personalidades de Internet. Académicos y periodistas han acreditado a Steven como una oposición temprana y eficaz al aumento de popularidad de la extrema derecha en YouTube en los años posteriores a Gamergate, gracias a su estilo combativo y provocador que es capaz de atraer a gamers de derecha. Bonnell ha dicho que su intención en los debates no es persuadir al oponente, sino a parte de su audiencia; también ha dicho que a veces siente que expresar sus opiniones es como gritarle a un vacío, aunque afirma que ha recibido cientos de correos electrónicos de antiguos simpatizantes de la alt-right dándole las gracias por sus cambios de opinión. Desde 2019, Steven empezó a debatir a favor del capitalismo contra comunistas y socialistas.
Steven debatió con el popular YouTuber Jon Jafari, conocido como JonTron, sobre inmigración e integración cultural de inmigrantes en marzo de 2017, después de que Jafari publicó un tweet expresando su apoyo a los mensajes antiinmigración del congresista republicano Steve King. En el debate, las afirmaciones de JonTron sobre raza, crimen e inmigración fueron controvertidos y esto generó atención mediática.
En noviembre de 2018, colaboró con otro streamer, Trihex (Mychal Ramon Jefferson) para producir The DT Podcast, un programa de comentario político. En octubre del 2019, Jefferson se enfrentó a Bonnell acerca de algunos comentarios que Steven había hecho sobre el uso de insultos raciales en privado y esto provocó el fin del programa.
Steven fue notificado en septiembre de 2020 que su contrato con Twitch sería finalizado el próximo mes por incitación a la violencia. Esto sucedió a raíz de un comentario que Steven hizo durante un directo en relación con el tiroteo en la manifestación de Kenosha, en el que expresó oposición al vandalismo durante las protestas. Steven dijo:
The rioting needs to fucking stop, and if that means like white redneck fucking militia dudes out there mowing down dipshit protesters that think that they can torch buildings at ten p.m., then at this point they have my fucking blessing...
Traducción: 
'El vandalismo debe parar de una puta vez, y si eso significa putos tíos de milicia rednecks blancos ahí fuera acribillando manifestantes imbéciles que creen que pueden prenderle fuego a edificios a las diez de la noche, entonces tienen mi bendición...'
Posteriormente clarificó esta declaración diciendo que Kyle Rittenhouse no actuó de manera irreprochable y que su frustración se debía a su creencia de que el vandalismo podría causar una segunda victoria de Trump en las elecciones generales.

## Posiciones y activismo
Steven se ha descrito a sí mismo como un socialdemócrata acérrimo, capitalista convencido, liberal clásico, utilitarista de normas, y ateo agnóstico. Ha debatido en contra del fascismo, el nacionalismo blanco, el socialismo y el comunismo. Ha citado su pobreza durante su adolescencia y juventud como una influencia en sus opiniones y dice que prefiere argumentar basándose en datos empíricos en vez de moralejas.
En 2020, Steven apoyó la campaña de Joe Biden en las elecciones generales de EE. UU. Tras la victoria de Biden, Steven lideró una campaña puerta a puerta para apoyar a los candidatos demócratas Raphael Warnock y Jon Ossoff en la elección especial al Senado de los Estados Unidos en Georgia de 2020. Con la ayuda de aproximadamente 140 voluntarios de su audiencia movilizados, la campaña fue una de las más grandes de la elección, llamando a 17,500–20,000 puertas en Columbus.
Steven organizó otra campaña puerta a puerta en apoyo de Mark Gudgel durante las elecciones a la alcaldía de Omaha de 2021. El 3 de marzo de 2021, Gudgel cortó lazos oficialmente con Steven; por su comentario sobre el vandalismo en las protestas estadounidenses de 2021. Gudgel dijo: Bonnell’s incitement of violence runs contrary to everything I believe and have dedicated my career to as a public servant and educator over the past 17 years. Traducción: 'La incitación a la violencia de Bonnell es contraria a todas mis creencias y actos de mi trayectoria profesional como sirviente público y educador en los últimos 17 años.'

## Vida privada
Steven es de ascendencia cubano-estadounidense y su hijo vive en Nebraska con su exmujer. Se mudó a Glendale en diciembre de 2018, posteriormente a Culver city y después a Huntington Beach. Ahora vive en Miami, Florida.
Ahora está en un matrimonio abierto con la streamer sueca Melina Göransson. Se casaron en diciembre de 2021.
Steven puede tocar varios instrumentos, incluyendo el saxofón, el piano y la guitarra.